# Bill Engvall

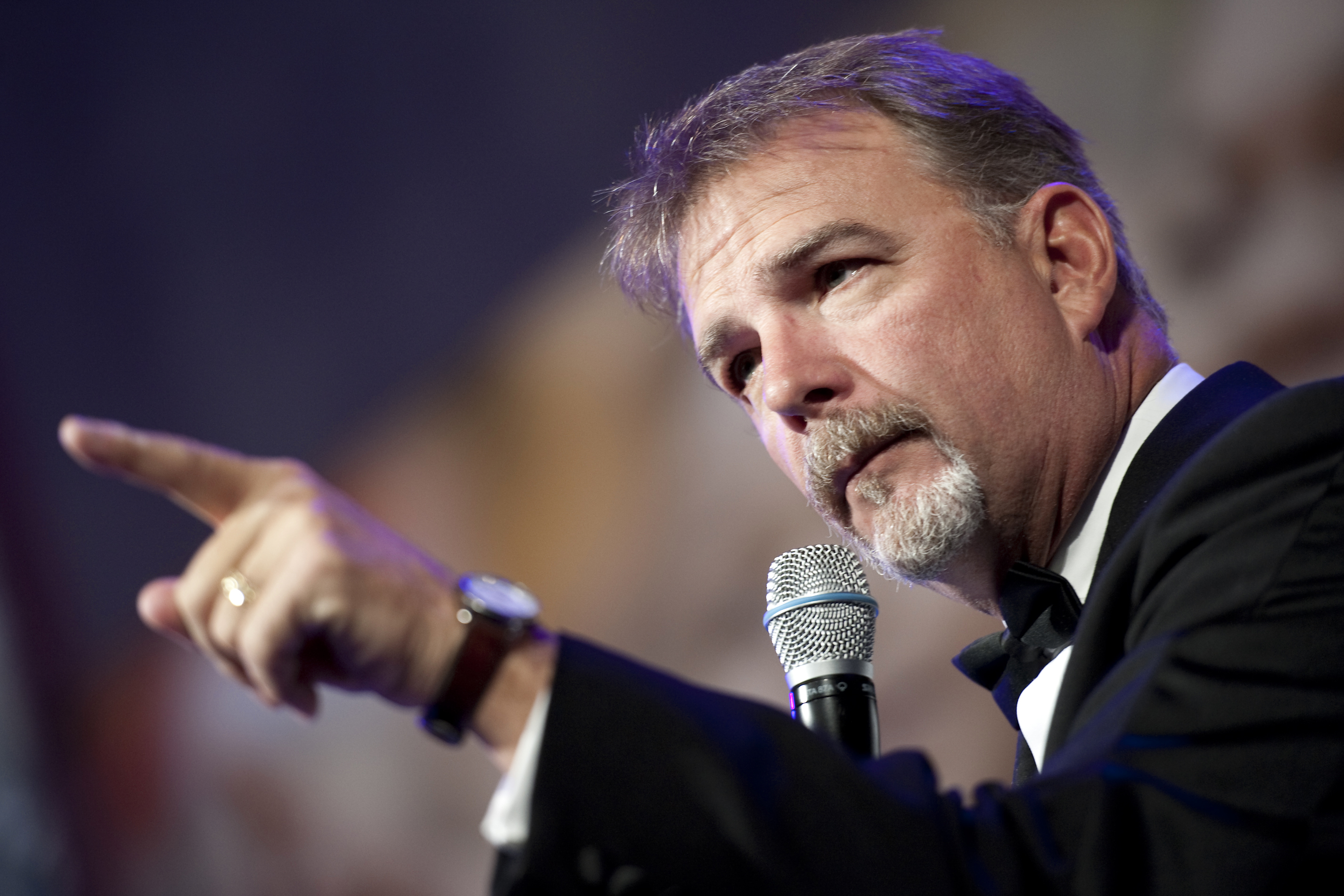
Bill Engvall, 2010

William Ray Engvall Jr. (* 27. Juli 1957 in Galveston, Texas) ist ein US-amerikanischer Stand-up-Comedian.

## Leben
Engvall begann seine Karriere zunächst als DJ, bevor er als Stand-up-Comedian unter anderem in der Dallas Comedy Corner auftrat. Nachdem er Texas verlassen hatte, kam er über St. Louis schließlich nach Los Angeles. Anfang der 1990er Jahre erlangte er durch einen Gastauftritt in der The Tonight Show erste Bekanntheit beim Fernsehpublikum. Zwei Jahre später erhielt er eine wiederkehrende Gastrolle in der ABC-Sitcom Delta, die jedoch schnell abgesetzt wurde. Ab Mitte der 1990er Jahre erschienen seine Standup-Auftritte auch als Alben. Sein Debütalbum, Here's Your Sign, erreichte Platz 50 der Billboard 200 und wurde mit Platin ausgezeichnet. Spätere Veröffentlichungen erreichten keine vergleichbaren Erfolge mehr, das zweite Album Dorkfish wurde allerdings mit einer Goldenen Schallplatte ausgezeichnet. Zusammen mit Jeff Foxworthy, Larry the Cable Guy und Ron White trat er Anfang der 2000er Jahre in der erfolgreichen US-Comedy-Tournee Blue Collar Comedy Tour auf. 2003 wurde der Auftritt in Phoenix, Arizona, aufgezeichnet und als Blue Collar Comedy Tour: The Movie im Kino ausgewertet. Aufgrund seines Erfolges folgten zwei Fortsetzungen in den Jahren 2004 und 2006, die allerdings als Direct-to-Video veröffentlicht wurden.
2007 erhielt Engvall auf TBS seine eigene Sitcom, die The Bill Engvall Show mit Nancy Travis und Tim Meadows in den weiteren Hauptrollen, sowie Jennifer Lawrence in einer Nebenrolle. Es entstanden 30 Episoden in insgesamt drei Staffeln. Zwischen 2011 und 2014 war er Showmaster der Spielshow Lingo (in Deutschland als 5 mal 5 bekannt). 2013 nahm er an der Tanzshow Dancing with the Stars teil. Von 2016 bis 2021 spielte er eine wiederkehrende Gastrolle in der Sitcom Last Man Standing. 2021 gab er bekannt, sich nach einer letzten Tournee im Sommer 2022 zur Ruhe zu setzen.

## Filmografie (Auswahl)
- 1990: Mann muss nicht sein (Designing Women)
- 2010: Leverage
- 2011: Hawthorne
- 2015: Sharknado 3 (Sharknado 3: Oh Hell No!)
- 2016: Wish for Christmas – Glaube an Weihnachten (Wish for Christmas)
- 2016–2021: Last Man Standing
- 2023: The Masked Singer (Gastauftritt Staffel 9)

## Auszeichnungen
- 1992: American Comedy Award in der Kategorie Funniest Male Stand-Up Comic
- 2007: Grammy-Nominierung in der Kategorie Best Comedy Album für Blue Collar Comedy Tour: One for the Road